# Richard Cromwell
Richard Cromwell (Huntingdon (Cambridgeshire), 4 oktober 1626 – Cheshunt (Hertfordshire), 12 juli 1712) was de derde zoon van Oliver Cromwell en Lord Protector van Engeland, Schotland en Ierland. Zijn bewind duurde slechts acht maanden, van 3 september 1658 tot 24 mei 1659.
Richard was geen voor de hand liggende opvolger. Hij trad slechts op de voorgrond, omdat zijn oudere broers overleden vóór hun vader Oliver. Hoewel hij korte tijd in het parlement had gezeten, had hij weinig ervaring en ook weinig belangstelling voor de zaak. Hij gaf zijn positie dan ook zonder moeite op, nadat het leger daarop had aangedrongen. Cromwell ondertekende zijn ontslagbrief op 24 mei 1659.
In 1660 werd de verbannen koning Karel II teruggeroepen. Richard werd niet, zoals zijn vader, verantwoordelijk gesteld voor de dood van Karel I. Hij trok zich terug in de anonimiteit, ging in vrijwillige ballingschap op het vasteland onder de naam John Clarke, maar keerde in 1680 terug naar Engeland, waar hij de rest van zijn leven zou blijven.